# 1e Golden Globe Awards
De 1e Golden Globe Awards, waarbij prijzen werden uitgereikt in verschillende categorieën voor de beste Amerikaanse films, vond plaats in januari 1944 in de 20th Century Fox studio's in Los Angeles, Californië.
Tijdens de eerste uitreiking van de Golden Globes werden films, acteurs, actrices en regisseurs niet vooraf genomineerd. Tijdens de uitreiking werd bekendgemaakt wie of welke film de Golden Globe had gewonnen. De daaropvolgende editie kende wel nominaties.

## Winnaars

#### Beste film
The Song of Bernadette

#### Beste regisseur
Henry King - The Song of Bernadette

#### Beste acteur
Paul Lukas - Watch on the Rhine

#### Beste actrice
Jennifer Jones - The Song of Bernadette

#### Beste mannelijke bijrol
Akim Tamiroff - For Whom the Bell Tolls

#### Beste vrouwelijke bijrol
Katina Paxinou - For Whom the Bell Tolls